# 甘布爾冰川
甘布爾冰川（英語：Gamble Glacier），是南極洲的冰川，位於沙克爾頓海岸，處於邱吉爾山脈地區，流經查普曼雪原，西南面是格林冰原島峰，東北面是基廷山，現時由南極條約體系管理。